# Llac Hazen
El llac Hazen està situat al nord de l'illa d'Ellesmere, a Nunavut, Canadà. Sovint és presentat com el llac del Canadà situat més al nord, però hi ha nombrosos llacs que es troben fins a 100 km més al nord. El llac es troba dins el Parc Nacional de Quttinirpaaq.

## Geografia

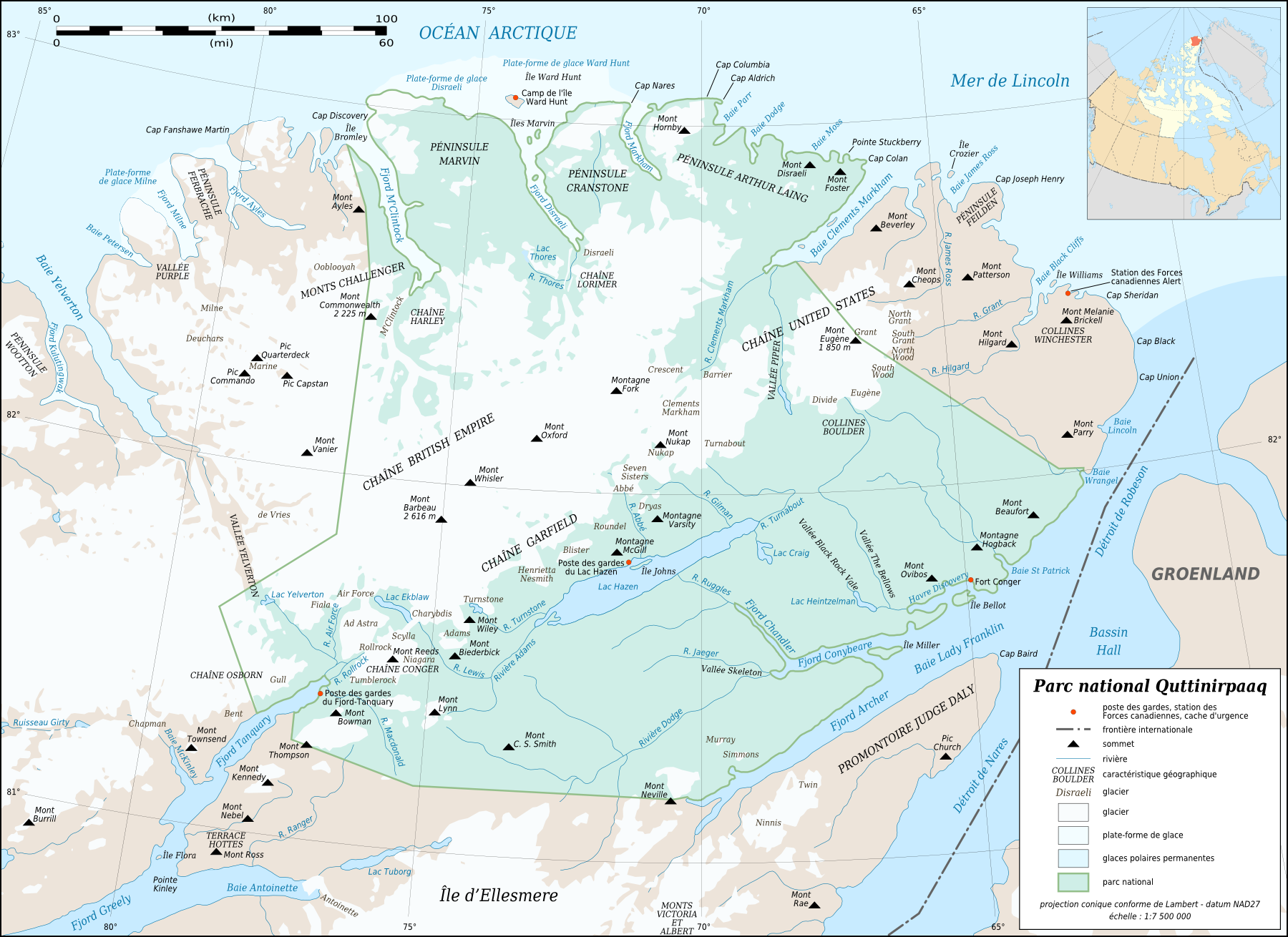
El llac Hazen a l'interior del Parc Nacional de Quttinirpaaq

L'extrem nord del llac es troba a 118 km al sud-oest d'Alert. És el llac amb major volum d'aigua al nord del cercle polar àrtic i alhora el tercer en superfície, després del llac Taymyr, a Rússia i l'Inari, a Finlàndia. El llac fa 70 km de llarg per 11 km d'ample, amb una superfície de 542 km². La seva fondària màxima és de 289 m. Les seves costes tenen una llargada de 185 km i es troba a 158 msnm. El llac posseeix diverses illes, sent la més gran l'illa de St. John's, que fa set quilòmetres de llarg per un d'ample. El llac està cobert pel gel durant deu mesos l'any.
Diverses glaceres aporten la seva aigua al llac. Les aigües flueixen a través del riu Ruggles fins al fiord Chandler, al nord-oest de l'illa d'Ellesmere.

## Història
El 2004 es van trobar estris de la cultura de Thule prop del llac Hazen. El primer europeu a visitar el llac fou Adolphus Greely durant l'expedició a la badia de Lady Franklin, el 1881-1883 per l'any polar internacional. El campament Hazen fou construït a les seves ribes el 1957, per l'any geofísic internacional, i des de llavors s'ha emprat per diversos equips científics.